# Luzarches
Luzarches è un comune francese di 4 281 abitanti situato nel dipartimento della Val-d'Oise nella regione dell'Île-de-France.
Qua nacque il regista e sceneggiatore Claude Autant-Lara. 

## Società

### Evoluzione demografica
Abitanti censiti

## Amministrazione

### Gemellaggi
- Montrose, dal 1994
- Yamoussoukro, dal 1984
- Moanda, dal 1994